# تو اگ (فلوریدا)
تو اگ (به انگلیسی: Two Egg) یک منطقهٔ مسکونی در ایالات متحده آمریکا است که در شهرستان جکسون، فلوریدا واقع شده‌است. تو اگ ۴۱٫۱۵ متر بالاتر از سطح دریا واقع شده‌است.